# دهستان مبارکه (مروست)
دهستان مبارکه، یکی از دهستان‌های بخش مرکزی شهرستان مروست در استان یزد ایران است. مرکز این دهستان، روستای مبارکه است.

## جمعیت
بر پایه سرشماری عمومی نفوس و مسکن در سال ۱۳۹۵، جمعیت دهستان مبارکه برابر با ۴۱۷ نفر بوده‌است.